# 李鑑 (成化己丑進士)
李鑑（1440年—1491年），字孔昭，河南懷慶府河内縣人，民籍。明朝政治人物。同進士出身。

## 生平
天順六年（1462年）河南壬午鄉試第十八名。成化五年（1469年）乙丑科會試第二百二名，殿試登進士第三甲第六十名。授兵部武選司主事，遷兵部武庫員外郎、郎中。終太僕少卿。

## 家族
曾祖李玉。祖父李祥，贈錦衣衛經歷。父李孜，曾任馬邑知縣，母宋氏。